# Longhena
Longhena là một đô thị thuộc tỉnh Brescia trong vùng Lombardia ở Ý. Đô thị này có diện tích 3,35 km², dân số 585 người.
Đô thị này giáp với các đô thị sau: Brandico, Corzano, Dello, Mairano.